# Манфред Нерлінґер
Манфред Нерлінґер (нім. Manfred Nerlinger, 27 вересня 1960) — німецький важкоатлет.
Срібний призер Олімпійських Ігор 1988 року в категорії понад 110 кг, бронзовий призер 1984 (понад 110 кг), 1992 (понад 110 кг) років, учасник 1996 року.
Срібний призер Чемпіонату світу 1986 (понад 110 кг), 1991 (понад 110 кг), 1993 (понад 108 кг) років, бронзовий призер 1984 (понад 110 кг), 1985 (понад 110 кг) років.
Чемпіон Європи 1993 року в категорії понад 108 кг, срібний призер 1990 (понад 110 кг), 1991 (понад 110 кг), 1995 (понад 108 кг) років, бронзовий призер 1988 року в категорії понад 110 кг.